# Samuel Goldwyn Productions
Pour les articles homonymes, voir Samuel Goldwyn (homonymie).
Ne doit pas être confondu avec The Samuel Goldwyn Company.
La Samuel Goldwyn Productions est une société de production cinématographique américaine fondée par Samuel Goldwyn en 1923 et active jusqu'en 1959.
Personnellement contrôlée par Goldwyn et axée sur la production plutôt que sur la distribution, la compagnie est devenue la société de production indépendante la plus prospère de Hollywood du point de vue financier.
À partir de 2012, les droits de distribution des films du catalogue de Samuel Goldwyn Productions ont été transférés à Warner Bros., Miramax gérant les licences globales, à l'exception de The Hurricane de John Ford, qui est revenu à son distributeur d'origine United Artists.

## Historique
Après la vente de son entreprise précédente Goldwyn Pictures, Samuel Goldwyn organise ses productions à partir de février 1923, en créant une nouvelle société — la Samuel Goldwyn Productions — d'abord en partenariat avec le réalisateur George Fitzmaurice. Si la Metro-Goldwyn-Mayer, créée par fusion en avril 1924, porte le nom de Goldwyn, c'est en raison de l'incorporation lors de la fusion de la Goldwyn Pictures, mais Samuel Goldwyn n'y a jamais produit de films.
La sortie de Potash and Perlmutter de Clarence G. Badger — dont la première a eu lieu à Baltimore le 6 septembre 1923 — a ouvert la voie du succès pour la nouvelle compagnie.
Certaines des premières productions portent le nom de Howard Productions, du nom de l'épouse de Samuel Goldwyn, Frances Howard, avec laquelle il s'est marié en 1925. Dans les années 1920, Goldwyn distribue ses films par l'intermédiaire de la First National Pictures. Au cours des années 1930, il distribue la plupart de ses films à travers United Artists et à partir de 1941, c'est RKO Radio Pictures qui assure la distribution de ses productions.
Ayant une grande exigence de qualité dans ses productions, Samuel Goldwyn travaille avec des réalisateurs comme King Vidor, John Ford, Leo McCarey, William Wyler, Howard Hawks ou Otto Preminger. Cela lui a permis de voir certains de ses films nommés pour l'Oscar du meilleur film : Arrowsmith de John Ford en 1932, Dodsworth de William Wyler en 1937, Rue sans issue (Dead End) de William Wyler en 1938, Les Hauts de Hurlevent (Wuthering Heights) de William Wyler en 1940, La Vipère (The Little Foxes) de William Wyler en 1942, Vainqueur du destin (The Pride of the Yankees) de Sam Wood en 1943 et Honni soit qui mal y pense (The Bishop's Wife) d'Henry Koster en 1948. En 1947, lors de la 19e cérémonie des Oscars, il remporte enfin l'Oscar pour Les Plus Belles Années de notre vie (The Best Years of Our Lives) de William Wyler, sorti en 1946.
Au cours des années 1940 et 1950, de nombreux films mettaient en vedette Danny Kaye. Le dernier film produit par Samuel Goldwyn Productions est Porgy and Bess d'Otto Preminger, sorti en 1959, adaptation de l'opéra du même nom de George Gershwin, créé en 1935

## Filmographie partielle
- 1923 : Potash and Perlmutter de Clarence G. Badger
- 1923 : The Eternal City de George Fitzmaurice
- 1924 : Cytherea (en) de George Fitzmaurice
- 1924 : In Hollywood with Potash and Perlmutter de Alfred E. Green
- 1925 : His Supreme Moment de George Fitzmaurice
- 1925 : A Thief in Paradise (en) de George Fitzmaurice
- 1925 : The Dark Angel de George Fitzmaurice
- 1925 : Le Sublime Sacrifice de Stella Dallas de Henry King
- 1926 : Partners Again de Henry King
- 1926 : La Conquête de Barbara Worth de Henry King
- 1927 : The Night of Love de George Fitzmaurice
- 1927 : The Magic Flame de Henry King
- 1927 : The Devil Dancer de Fred Niblo
- 1928 : Le Masque de cuir (Two Lovers) de Fred Niblo
- 1928 : The Awakening de Victor Fleming
- 1929 : Le Forban (The Rescue) de Herbert Brenon
- 1929 : Bulldog Drummond de F. Richard Jones
- 1929 : This Is Heaven de Alfred Santell
- 1929 : Condamné de Wesley Ruggles
- 1930 : Raffles de George Fitzmaurice
- 1930 : Whoopee! de Thornton Freeland
- 1930 : The Devil to Pay! de George Fitzmaurice
- 1931 : One Heavenly Night (en) de George Fitzmaurice
- 1931 : Scène de la rue de King Vidor
- 1931 : Palmy Days de A. Edward Sutherland
- 1931 : The Unholy Garden de George Fitzmaurice
- 1931 : Cette nuit ou jamais de Mervyn LeRoy
- 1931 : Arrowsmith de John Ford
- 1932 : The Greeks Had a Word for Them de Lowell Sherman
- 1932 : Kid d'Espagne de Leo McCarey
- 1932 : Cynara de King Vidor
- 1933 : The Masquerader (en) de Richard Wallace
- 1933 : Roman Scandals de Frank Tuttle
- 1934 : Nana de Dorothy Arzner et George Fitzmaurice
- 1934 : Résurrection de Rouben Mamoulian
- 1934 : Kid Millions de Roy Del Ruth
- 1935 : Soir de noces (The Wedding Night) de King Vidor
- 1935 : L'Ange des ténèbres (The Dark Angel) de Sidney Franklin
- 1935 : Ville sans loi (Barbary Coast) de Howard Hawks
- 1935 : Splendeur (Splendor) de Elliott Nugent
- 1936 : Strike Me Pink de Norman Taurog
- 1936 : Ils étaient trois de William Wyler
- 1936 : Dodsworth de William Wyler
- 1936 : Le Vandale (Come and Get It) de Howard Hawks et William Wyler
- 1936 : L'Ennemie bien-aimée (Beloved Enemy) de H. C. Potter
- 1937 : Woman Chases Man de John G. Blystone
- 1937 : Stella Dallas de King Vidor
- 1937 : Rue sans issue (Dead End) de William Wyler
- 1937 : The Hurricane de John Ford
- 1938 : The Goldwyn Follies de George Marshall
- 1938 : Les Aventures de Marco Polo de Archie Mayo
- 1938 : Madame et son cowboy de H. C. Potter
- 1939 : Les Hauts de Hurlevent (Wuthering Heights) de William Wyler
- 1939 : Mélodie de la jeunesse de Archie Mayo
- 1939 : La Glorieuse Aventure de Henry Hathaway
- 1939 : Raffles, gentleman cambrioleur de Sam Wood
- 1940 : Le Cavalier du désert (The Westerner) de William Wyler
- 1941 : La Vipère (The Little Foxes) de William Wyler
- 1941 : Boule de feu (Ball of Fire) de Howard Hawks
- 1942 : Vainqueur du destin (The Pride of the Yankees) de Sam Wood
- 1945 : Le Joyeux Phénomène (Wonder Man) de H. Bruce Humberstone
- 1946 : Le Laitier de Brooklyn (The Kid from Brooklyn) de Norman Z. McLeod
- 1946 : Les Plus Belles Années de notre vie (The Best Years of Our Lives) de William Wyler
- 1947 : Honni soit qui mal y pense (The Bishop's Wife) d'Henry Koster
- 1947 : La Vie secrète de Walter Mitty (The Secret Life of Walter Mitty) de Norman Z. McLeod
- 1948 : Vous qui avez vingt ans (Enchantment) de Norman Z. McLeod
- 1948 : Si bémol et Fa dièse (A Song Is Born) de Howard Hawks
- 1949 : Roseanna McCoy d'Irving Reis et Nicholas Ray
- 1949 : Tête folle (My Foolish Heart) de Mark Robson
- 1950 : Celle de nulle part (Our Very Own) de David Miller
- 1950 : Edge of Doom de Mark Robson
- 1951 : Face à l'orage (I Want You) de Mark Robson
- 1952 : Hans Christian Andersen et la Danseuse de Charles Vidor
- 1955 : Blanches colombes et vilains messieurs de Joseph L. Mankiewicz
- 1959 : Porgy and Bess d'Otto Preminger